# منتخب التواريخ
منتخب التواريخ أو تاريخ البدايوني، هو كتاب من سجلات مختارة لعبد القادر البدايوني (1540–1605) هو كتاب يصف التاريخ المغولي المبكر للهند، ويغطي الفترة من أيام الحكم الغزنوي حتى العام الأربعين من حكم السلطان المغولي أكبر.

## نظرة عامة
منتخب التواريخ هو تاريخ عام للمسلمين في الهند من سبكتكين إلى عام 1595، بدأ في عام 1590 وتبعه سيرة الشيوخ والعلماء والأطباء والشعراء. بدأ عبد القادر البدايوني كتابة هذا التاريخ في النصف الأول من عام 1590. اكتمل الكتاب بحلول أكتوبر 1595. وهو يتألف من الأحداث التاريخية للسنة الشمسية 618. يعتمد منتخب التواريخ إلى حد كبير على كتاب طبقات أكبر شاهي (المعروف أيضًا باسم طبقات أكبري) للخواجة نظام الدين أحمد السرهندي، مع ملاحظات مميزة لعبد القادر البدعوني.
يحتوي العمل على ثلاثة مجلدات. يحتوي المجلد الأول على روايات تاريخية عن حكام وملوك الغزنويين، والسلالة الغورية، وسلالة المماليك (دلهي)، وبابور، وهمايون. ويسجل تاريخ الهند منذ تتويج سبكتكين مؤسس الدولة الغزنوية (977 م) وحتى وفاة السلطان المغولي همايون (24 يناير 1556). ويغطي المجلد الثاني السنوات الأربعين الأولى من حكم السلطان المغولي أكبرمن 14 فبراير 1556 إلى أكتوبر 1595. وكان عبد القادر البدايوني شاهد عيان على عصر أكبر. وهذا المجلد عبارة عن رواية صريحة وناقدة بشكل غير عادي للتدابير الإدارية لأكبر، وخاصة فيما يتعلق بالسلوكيات. وقد ظل هذا المجلد مخفيًا حتى وفاة السلطان المغولي أكبر وتم نشره بعد تولي جهانكير العرش (تقريبًا في عام 1605). يحتوي الجزء الثالث على سير القديسين والشعراء والأدباء الذين عرفهم أو كانوا مرتبطين ببلاط أكبر. تتعلق الروايات بـ 38 شيخًا، و69 عالمًا، و15 فيلسوفًا، وطبيبًا، و67 شاعرًا.
اشتهر العمل بتعليقاته العدائية على الأنشطة الدينية لأكبر. يبدو أن وجوده ظل سريًا حتى السنة العاشرة على الأقل من حكم جهانكير (1615). لم يعلم الملا عبد الباقي نهاوند - وهو مؤلف كتاب مآثر رحيمي - بعمله في عام 1616. وبحسب الشيخ محمد باكا سهرانبوري، مؤلف كتاب مرآة العالم، الذي ألفه في عام 1667، فإن أبناء عبد القادر البدايوني أكدوا لجهانكير أنهم لا يعرفون بوجود العمل.

## النشر
نُشر أول نص باللغة الفارسية لهذا الكتاب في عام 1864 في لكهنؤ، ولكنه لم يعد متاحًا ومن المرجح أنه ضاع منذ ذلك الحين. نُشرت النسخة المطبوعة الثانية من نص هذا العمل على يد دار نشر قلقوطا في عام 1865. تمت ترجمة هذا العمل لاحقًا إلى اللغة الإنجليزية على يد رانكنج ج.س.أ (المجلد الأول)، ولو و.هـ (المجلد الثاني) وووسلي هيغ [الإنجليزية] (المجلد الثالث) (نُشر في الجمعية الآسيوية، في قلقوطا بين عامي 1884 و1925 باعتباره جزءًا من سلسلة مكتبة الهند (بالإنجليزية: Bibliotheca Indiaca series)).
كان مولوي احتشام الدين مراد آبادي أول من ترجمه إلى الأردية، ثم نُشر في دار مونشي نافالكيشور للنشر (بالإنجليزية: Munshi Navalkishore's Press)، في لكهنؤ في عام 1889.

## النسخة المجردة
كتب عبد الشكور بن الشيخ عبد الواسعي الثاتوي نسخة مجردة من هذا الكتاب باللغة الفارسية.

## روابط خارجية
- المنتخب عروخ لعبد القادر بن ملوك شاه (البدايوني) مؤسسة باكارد للعلوم الإنسانية
- تاريخ البدايوني، ترجمة من المجلد الخامس من تاريخ الهند كما رووها مؤرخوها [الإنجليزية] 1867
- عبد القادر البدايوني، الموسوعة البريطانية. 2005. الموسوعة البريطانية على الإنترنت. 16 تشرين الثاني 2005 .
- منتخب التواريخ (بالفارسية) المجلد 2 .
- جميع المجلدات الثلاثة من منتخب التواريخ (باللغة الإنجليزية) متاحة ويمكنك البحث فيها هنا: http://persian.packhum.org/persian/
- منتخب التوارخ، المجلد الأول (1898)